# Rigós
A Rigós egy csatornázott ér Borsod-Abaúj-Zemplén vármegyében. Csincsétől délre ered és a Borsodi-mezőség kistáj nyugati határát képezve Tiszakeszinél a Tiszába ömlik.

### Vízrajza
A csatorna teljes hossza 39,3 km. Vízgyűjtő területe 148,3 km². Átlagos vízhozama 0,478 m3/s.

## Partmenti települések
- Csincse
- Igrici
- Mezőcsát
- Tiszakeszi